# 阿巴芬净
阿巴芬净（INN：Abafungin）是一种广谱抗真菌剂，具有治疗皮肤真菌病的新型作用机制。

## 历史
阿巴芬净最先由德国勒沃库森的拜耳公司合成。对与法莫替丁相关的H2拮抗剂的研究导致发现了其抗真菌特性。对该药物的开发已于2009年停止。

## 作用机制
与咪唑类和三唑类抗真菌药不同，阿巴芬净直接损害真菌细胞膜。此外，阿巴芬净能够抑制甾醇24-C-甲基转移酶，从而改变真菌膜的组成。阿巴芬净具有抗革兰氏阳性菌的抗生素活性以及杀孢子活性。